# Stathis Kalyvas
Stathis Kalyvas, en griego Στάθης Καλύβας (Corfú, 7 de marzo de 1964) es un politólogo griego. Fue presidente de Arnold Wolfers Political Science en la Universidad de Yale, EE. UU. (2003-2017), donde también dirigió el programa de investigación "Orden, conflicto y violencia". Su enfoque historiográfico sobre   los acontecimientos de la década de 1940 en Grecia ha sido severamente criticado por muchos historiadores, al igual que su postura sobre la refundación de Afganistán.

## Biografía
Completó sus estudios básicos en la Universidad de Atenas (1986) y su doctorado en la Universidad de Chicago (1993) en Ciencias Políticas. Además de Yale, ha enseñado en las universidades de Ohio (1993-94), Nueva York (1994-2000) y Chicago (2000-03). Ha sido profesor invitado y becario en las Universidades de Northwestern, Columbia, Witten / Herdecke, y en la Fundación Juan March y el Max Planck Institute. 
En 2017, se anunció que había sido nombrado profesor de gobernanza en la cátedra Gladstone del All Souls College de la Universidad de Oxford. Su investigación actual se centra en las tendencias globales, la violencia política y las guerras civiles. 
Su investigación ha sido financiada por la Fundación Harry Frank Guggenheim, el Instituto de Paz de los Estados Unidos, la Academia Folke Bernadotte y la Fundación Alexander S. Onassis.

## Nueva corriente historiográfica
El término New Wave se refiere a ese enfoque interdisciplinario que se centra principalmente en el estudio de la guerra civil griega (1946-1950) y está representado en Grecia principalmente por los politólogos Stathis Kalyvas y Nikos Marantzidis. Las lecturas historiográficas de la "Nueva Ola" despertaron un intenso interés entre los historiadores, sobre la naturaleza de los conflictos civiles, su duración, las intenciones de sus protagonistas y la desatendida violencia de la izquierda.
Frente a la visión llamada revisionista de los historiadores de la generación de las décadas de los años sesenta y setenta, que ya había establecido el Metapolitismo como historiografía de izquierda, surgió una nueva visión revisionista a finales de los noventa, llamada post-revisionista, que buscaba diferenciar y desafiar las hasta ahora "certezas" y "ortodoxias" historiográficas. Estas nuevas revisiones también se denominaron New Wave. La "Red para el Estudio de las Guerras Civiles" se convirtió en la portadora de esta nueva revisión con los principales representantes Stathis Kalyvas y Nikos Marantzidis. Un grupo heterogéneo de investigadores, doctores y académicos se reunieron en torno a esta red, expresando una variedad de posiciones ideológicas y al mismo tiempo provenientes de una variedad de campos científicos.
Esta escuela se define a sí misma como independiente y objetiva. Considera que el terrorismo rojo es la principal razón del fenómeno de dosificación y cooperación de los ciudadanos con las autoridades durante el período de ocupación y sostiene que la naturaleza de la violencia del Frente de Liberación Nacional (EAM) fue arbitraria e idéntica al terrorismo soviético. Nikos Marantzidis sostiene que debido a la persecución del estado de posguerra, la cultura de izquierda fue moralmente legitimada.
Respecto a la crisis de Afganistán, tras la Ofensiva talibana y la Caída de Kabul (2021), Kalyvas incide en la increíble velocidad a la que colapsó el gobierno, un proceso que se desarrolló en cascada.

## Publicaciones
- The Logic of Violence in Civil War, Cambridge University Press, 2006. Traducido al español La lógica de la violencia (2010). Según Kalyvas, la violencia es un proceso que obedece más a la aversión humana a la misma antes que el resultado de la fascinación por ella.
- The Rise of Christian Democracy in Europe, Cornell University Press, 1996.
- Order, Conflict, and Violence, Cambridge University Press, 2008, además de más de cincuenta artículos académicos en varios idiomas.

## Academias y Asociaciones a las que pertenece
- Miembro de la John Simon Guggenheim Memorial Foundation (2007)
- Miembro de la Academia Estadounidense de Artes y Ciencias (2008)
- Miembro del consejo científico del Instituto de Democracia "Konstantinos Karamanlis", depósito oficial de Nueva Democracia.[9]

## Premios
- Premio Woodrow Wilson al Mejor Libro sobre Gobernanza, Política y Asuntos Internacionales
- Premio Luebbert al Mejor Libro en Política Comparada
- Premio al Libro de la Academia Europea de Sociología
- Premio Luebbert al Mejor Artículo en Política comparada (tres veces)
- Premio Greenstone al mejor libro sobre política e historia.